# Middlesboro (Kentucky)
La ville de Middlesboro (prononcé localement [ˈmɪdəlzbɜːrə]) est située dans l’État du Kentucky, aux États-Unis. Selon le recensement de 2012, sa population est de 10 334 habitants.

## Personnalité liée à la ville
- Lee Majors a grandi à Middlesboro.

## Source
- (en) Cet article est partiellement ou en totalité issu de l’article de Wikipédia en anglais intitulé « Middlesboro, Kentucky » (voir la liste des auteurs).